# Aprostocetus epicharmus
Aprostocetus epicharmus är en stekelart som först beskrevs av Walker 1839.  Aprostocetus epicharmus ingår i släktet Aprostocetus och familjen finglanssteklar. Arten är reproducerande i Sverige. Inga underarter finns listade i Catalogue of Life.